# Wilhelmus Joannes Demarteau
Wilhelmus Joannes Demarteau MSF, französisch Guillaume Jean Demarteau (* 24. Januar 1917 in Horn, Niederlande; † 5. Dezember 2012 in Banjarmasin, Indonesien) war Bischof von Banjarmasin.

## Leben
Wilhelmus Joannes Demarteau stammte aus der Diözese Roermond und trat der Ordensgemeinschaft der Missionare von der Heiligen Familie bei. Nach seiner Priesterweihe am 27. Juli 1941 übernahm er für seinen Orden eine Missionstätigkeit in Indonesien.
Papst Pius XII. ernannte ihn am 6. Januar 1954 im Alter von 36 Jahren zum Apostolischen Vikar von Banjarmasin und Titularbischof von Arsinoë in Cypro. Der Apostolische Delegat in Indonesien, Georges-Marie-Joseph-Hubert-Ghislain de Jonghe d’Ardoye MEP, spendete ihm am 5. Mai 1954 die Bischofsweihe; Mitkonsekratoren waren Tarcisius Henricus Josephus van Valenberg OFMCap, Apostolischer Vikar von Pontianak, und Albert Soegijapranata SJ, Apostolischer Vikar von Semarang. Sein Wahlspruch lautete: Apostolus Jesu Christi.
Papst Johannes XXIII. erhob am 3. Januar 1961 das Apostolische Vikariat zum Bistum und somit wurde Demarteau der erste Bischof von Banjarbaru im damaligen Niederländisch-Indien. Er war als Konzilsvater Teilnehmer aller vier Sitzungsperioden des Zweiten Vatikanischen Konzils.
Am 6. Juni 1983 nahm Papst Johannes Paul II. sein  vorzeitiges Rücktrittsgesuch an. Seinen Ruhestand verbrachte er in Banjarmasin, wo er auch bestattet wurde. 